# VolZin
Volzin is een maandelijks verschijnend Nederlands magazine voor religie en samenleving.

## Inhoud en activiteiten
De hoofdredactie van Volzin bestaat uit Greco Idema en Enis Odaci. Het blad rust op de pijlers verdieping, vernieuwing en verbinding. Het magazine voor religie en samenleving verschijnt 10x per jaar en bevat actuele levensbeschouwelijke onderwerpen, interviews, reportages, opinies, essays, commentaar, en columns van een roulerend panel schrijvers uit het brede levensbeschouwelijke werkveld.

## Geschiedenis
Volzin is sinds oktober 2002 de opvolger van het (protestantse) opinieweekblad Hervormd Nederland en het (katholieke) blad De Bazuin. 
Hervormd Nederland werd in september 1945 opgericht als officieel weekblad van de Nederlandse Hervormde Kerk, onder de naam De Hervormde Kerk. Gaandeweg ging het blad zelfstandiger opereren, waarna in de jaren tachtig de officiële banden met de Nederlands Hervormde Kerk werden verbroken.
De Bazuin ontstond in 1911 als advertentieblad van de katholieke middenstand in Amsterdam. In 1921 namen de dominicanen het blad over. Vanaf de jaren vijftig ontwikkelde het zich tot een progressief-katholiek medium. De Bazuin maakte jarenlang deel uit van de progressieve katholieke Acht-Mei-beweging. Het werd tot de fusie met Hervormd Nederland uitgegeven door een onafhankelijke stichting die toen geen banden met de dominicanen meer had.
De Stichting VolZin, die aanvankelijk als uitgever optrad, droeg het blad per 1 januari 2014 over aan BDUvakmedia, een werkmaatschappij van de Koninklijke BDU in Barneveld, vooral bekend als uitgever van de Barneveldse Krant. Sindsdien verschijnt Volzin niet meer tweewekelijks, maar tien keer per jaar.
Op 1 september 2023 is het blad overgenomen door Volzin Magazine B.V., dat geleid wordt door Enis Odaci. Samen met hoofdredacteur Greco Idema hebben zij Volzin verder verzelfstandigd en inhoudelijk en financieel onafhankelijk gemaakt van derden. De nieuwe organisatie heeft in oktober 2024 een nieuwe uitgeverij opgezet waarmee website, magazine en boeken nu de drie pijlers vormen van Volzin. Het eerste boek van Volzin is gepubliceerd op 4 oktober 2024, getiteld 'Hier stokt het hanige heilige woord - Tien millenniumdichters over een zinvol leven'.  